# RC Pro-Am
RC Pro-AM är ett racingspel till Nintendo Entertainment System (Famicom i Japan). Spelet går ut på att spelaren styr en radiostyrd bil över en bana som ses uppifrån, och kan samla in till exempel raketer, som motståndarna kan anfallas med.